# Gorenje, Šmartno ob Paki
Gorenje este o localitate din comuna Šmartno ob Paki, Slovenia, cu o populație de 118 locuitori.